# Mira (DJ)
Mira Mahn (* 26. November 1977) ist eine deutsche Deep-House-DJ.

## Leben
Mira wuchs in Halle (Saale) auf und wurde dort 1996 als DJ aktiv. 2006 zog sie nach Berlin, wo sie Resident-DJ der Bar 25 und dem folgenden Kater Blau wurde. 2010 schloss sie ihr Studium der Interkulturellen Wissenskommunikation und Kunstgeschichte an der Martin-Luther-Universität Halle-Wittenberg ab.
In der Bar 25 lernte sie ihren späteren DJ-Partner Christopher Schwarzwälder kennen, mit dem sie eine Reihe von Tracks veröffentlicht hat. Es folgten eine Reihe weltweiter Auftritte, darunter beim Burning Man (USA), dem Fusion Festival oder dem Airbeat One.